# Roeland Pruijssers
Roeland Pruijssers (* 16. August 1989 in Hendrik-Ido-Ambacht) ist ein niederländischer Schachgroßmeister.

## Leben
Roeland Pruijssers wuchs in Apeldoorn auf. Schon im Alter von fünf Jahren wurde er bei einem Schachverein angemeldet. Auch seine zwei Jahre ältere Schwester spielt aktiv Schach. Sein erster Verein war Schaakmat, dem er 1994 beitrat. Ab der Saison 2000/01 spielte er für Schaakstad Apeldoorn und seit der Saison 2001/02 für den Verein Homburg Apeldoorn, mit dem er auch an den European Club Cups 2007 in Kemer, 2011 in Rogaška Slatina und 2013 auf Rhodos (2011 und 2013 unter dem Namen Accres Apeldoorn) teilnahm. In der Saison 2015/16 spielte er für den Meister En Passant Bunschoten-Spakenburg, seit der Saison 2016/17 spielt er erneut für Apeldoorn. Er wird vom Internationalen Meister Merijn van Delft trainiert. In Deutschland spielt er seit der Saison 2006/07 für den SK Turm Emsdetten, zuerst in der NRW-Klasse, dann in der 2. Bundesliga und seit der Saison 2008/09 auch in der deutschen Schachbundesliga. In Belgien spielte er in der Saison 2015/16 für den KSK 47 Eynatten, seit 2016 spielt er für L’Echiquier Amaytois (seit 2018 L’Echiquier Mosan).
Er studierte von 2008 bis 2013 Psychologie an der Universität Utrecht.
Zusammen mit Nico Zwirs veröffentlicht Pruissers bei ChessBase Schachlernprogramme zur Sizilianischen Verteidigung.

## Erfolge
Im Jahr 2000 gewann er in Hengelo die offene niederländische U12-Meisterschaft. Beim Harmonie-Turnier 2006 in Groningen belegte er hinter Sipke Ernst den zweiten Platz. 2008 gewann er die niederländische Einzelmeisterschaft U20 in Venlo und das 2. Schachturnier in Leiden im Tie-Break vor Erik van den Doel und weiteren sechs Großmeistern. Das Turnier in Leiden konnte er bei seiner zweiten Teilnahme 2016 ebenfalls gewinnen.
Den Titel Internationaler Meister trägt Roeland Pruijssers seit Juni 2007. Die Normen hierfür erzielte er beim Dutch Open in Dieren im August 2005, beim Harmonieternooi in Groningen im Dezember 2005, sowie beim darauffolgenden Harmonie-Turnier ein Jahr später mit Übererfüllung. Seit März 2012 ist er Großmeister. Die Normen für seinen GM-Titel erzielte er der niederländischen Mannschaftsmeisterschaft 2006/07, in der Schachbundesliga-Saison 2010/11, in der A-Gruppe des Science Park-Turniers in Amsterdam im Juli 2011 sowie beim European Club Cup 2011.
Mit seiner höchsten Elo-Zahl von 2572 im April 2022 lag er auf dem elften Platz der niederländischen Elo-Rangliste.